# Цирульников, Александр Маркович
Алекса́ндр Ма́ркович Циру́льников (3 сентября 1937, Николаев, Одесская область, Украинская ССР, СССР — 28 января 2023, Нижний Новгород, Нижегородская область, Россия) — советский и российский журналист, писатель, почётный гражданин Нижегородской области, заслуженный работник культуры РСФСР (1984), член Союза журналистов РФ, член Союза писателей РФ.

## Биография
Родился 3 сентября 1937 года в городе Николаев Украинской ССР. В начале Великой Отечественной войны семья Цирульниковых была эвакуирована в город Горький. Детство и юность Александра прошли на территории современных Канавинского и Московского районов Нижнего Новгорода. Учился в школе № 168 в посёлке Сортировочном. В 1962 году будущий журналист окончил историко-филологический факультет Горьковского государственного университета имени Лобачевского. 5 июня 1962 года принят в штат Горьковского телевидения в качестве корреспондента ТВ.
В разные годы Александр Цирульников работал корреспондентом информационных программ, редактором и ведущим общественно-политических программ Горьковской студии телевидения. С 1987 по 1998 год был собственным корреспондентом Гостелерадио СССР, РГТРК «Останкино» и Общественного Российского телевидения в Горьковской области. Также с 1987 года был собственным корреспондентом радиостанции «Маяк» в Волго-Вятском районе, а с 1998 года — старшим редактором и ведущим программ ГТРК «Нижний Новгород».
В 1999—2007 годах работал ведущим программ «VIP» и «Поверьте на слово» на канале НТР (режиссер — Андрей Грошев).
За более чем полвека работы на телевидении Александр Цирульников создал множество телефильмов и телерадиопрограмм. В разные годы его гостями и собеседниками были самые знаменитые деятели политики, науки, культуры и спорта СССР и России, среди которых Юрий Гагарин, Виктор Коноваленко, Леонид Утесов, Иннокентий Смоктуновский, Николай Черкасов, Дмитрий Шостакович и многие другие.
Цирульников коллекционировал автографы известных людей, у которых он брал интервью, и в 2007 году автографами из его коллекции был оформлен музей ГТРК «Нижний Новгород».
Александр Маркович Цирульников скончался 28 января 2023 года.
Похоронен на кладбище Красная Этна в Нижнем Новгороде.

## Литературная деятельность
Александр Цирульников регулярно печатался в журналах «Молодая гвардия», «Октябрь», «Волга». Автор 20 книг стихов и документально-художественной прозы. Среди них трёхтомник мемуаров и книги о пушкинском Болдине, за которые ему неоднократно присуждались литературные премии.
Александр Цирульников — автор текста гимна Горьковского автозавода «Машины из нашей истории» (композитор — Анатолий Бурдов).

## Награды и премии
- Заслуженный работник культуры РСФСР (1984)
- Почётный гражданин Нижегородской области (2001)
- Орден Дружбы (16 ноября 2011) — за большие заслуги в развитии отечественного телерадиовещания и многолетнюю плодотворную деятельность[8]
- Орден Почёта (30 мая 2018) — за большой вклад в развитие отечественной культуры и искусства, средств массовой информации, многолетнюю плодотворную деятельность[9]
- Орден Нижегородской области «За гражданскую доблесть и честь» 3 степени (2007)[10]
- Медаль Юрия Гагарина Федерации космонавтики России (2002)
- Звание «Почетный железнодорожник» (2002)
- Лауреат Премии города Нижнего Новгорода (1995, 2002, 2005, 2007, 2011)
- Лауреат Пушкинской премии Нижегородской области (1999)
- Лауреат Нижегородской областной литературной Премии им. А. М. Горького (2003)
- Лауреат Нижегородской областной литературной премии «Болдинская осень» (2008)